# Schaakvereniging Amsterdam West
Schaakvereniging Amsterdam West, kortweg SV Amsterdam West, is een schaakvereniging in het stadsdeel Amsterdam-West in Amsterdam. In november 2022 heeft de club ruim 200 leden en behoort zij tot de grootste schaakverenigingen van Nederland. De club neemt deel aan verschillende competities georganiseerd door de Schaakbond Groot-Amsterdam (SGA) en de KNSB.

## Geschiedenis
De club ontstond op 27 juni 2013 uit een fusie tussen de schaakverenigingen TAL/DCG en Het Probleem. De geschiedenis van deze verenigingen, die zijn ontstaan uit diverse kleinere clubs uit Amsterdam-West en Nieuw-West, gaat terug tot 1936. 

### TAL/DCG
Op 19 oktober 1936 richtte een groep katholieke schakers de Vereenigde Katholieke Schakers (V.K.S.) op. In 1949 ging deze club op in de bredere Rooms Katholieke Sport Vereniging 'Door Combinatie Groot', afgekort DCG. Later ging de schaakafdeling van DCG zelfstandig verder. 
DCG speelde in de jaren 90 in de Eerste Klasse van de KNSB-competitie. In het seizoen 1997/98 werd zelfs het kampioenschap gevierd en mocht de club promoveren naar de Meesterklasse. DCG trok zich echter tien dagen voor de start van het seizoen terug omdat de sponsor niet langer financiering ter beschikking stelde.
In 2000 ging DCG samen met Schaakvereniging PCB/Kombinatie. Die laatste vereniging was een fusie tussen PCB (Persoonlijk Contact Bindt), de schaakvereniging voor het personeel van het GAK, en De Kombinatie, dat weer een fusie was tussen PCW (Schaakvereniging "Patrimonium Combinatie West"), een kleine vereniging uit Slotermeer, en Victorie Landlust. Vanaf toen werd de naam DCG/PCB aangenomen. Vervolgens sloot in 2002 ook Schaakvereniging Tal uit Osdorp zich aan. Zo ontstond TAL/DCG.

### Het Probleem
Het Probleem werd op 11 mei 1946 opgericht als fusie tussen De Roode Toren, West (ook bekend als De Zuidpool vanwege de gelijknamige speellocatie aan de Vasco da Gamastraat) en D.V.S., dat staat voor Door Vriendschap Saamgebracht. Zowel de Roode Toren als D.V.S. waren opgericht in 1936.
TAL/DCG en Het Probleem kenden vele succesjaren maar zagen in het eerste decennium van de 21e eeuw een terugval in aantal actieve leden. Het Probleem werd er bovendien mee geconfronteerd dat de vaste speellocatie, De Zuidpool, een andere bestemming kreeg en daardoor niet langer geschikt was als speellocatie. Beide verenigingen besloten daarom in 2012 een intensieve samenwerking aan te gaan met een gezamenlijke clubavond en interne competitie, die plaatsvond in het Woestduincentrum. Uiteindelijk besloot men om in 2013 definitief samen te gaan tot Schaakvereniging Amsterdam West.

### Na de fusie
De fusie bleek een succes want na jaren van terugval werd een stijgende lijn ingezet en konden nieuwe leden verwelkomd worden. Direct na de fusie telde de club 113 leden, welk aantal eind 2022 gestegen was tot 204. In 2014 werd intrek genomen op een locatie aan het Bilderdijkpark. 
De club is met meerdere teams actief in diverse competities georganiseerd door de SGA en KNSB. Het hoogste team is anno 2025 actief in de Derde Klasse van de KNSB-competitie. 
Daarnaast organiseert de club het meerdaagse schaaktoernooi Best of the West, waarvan in 2024 de 12e editie aanbrak. Het ledenmagazine van SV Amsterdam West heet Patten.

## Bekende (ex-)leden
- Tobi Kooiman
- Yvette Nagel